# Myslív
Myslív (deutsch Mysliw, früher Misliw) ist eine Gemeinde in Tschechien. Sie liegt acht Kilometer nordöstlich von Plánice und gehört zum Okres Klatovy.

## Geographie
Myslív befindet sich am südlichen Fuße der Mílové hory am Rande des Naturparks Plánický hřeben in der Nepomucká vrchovina (Nepomuker Bergland). Das Dorf liegt linksseitig über dem Tal des Baches Myslívský potok, der südöstlich von Myslív in den Teichen Myslívský rybník und Malý Myslív gestaut wird. Nördlich erhebt sich die Ostrá (600 m), im Nordosten der Vráž (616 m), südlich die Kamenitá (586 m) sowie im Westen die Stírka (706 m).
Nachbarorte sind Draha, Kramolín, V Cihelně, Baníř, U Jandů und Činov im Norden, Nový Dvůr und Nekvasovy im Nordosten, Kovčín und Milčice im Osten, Olšany, Olšany-u nádraží, Pačejov-nádraží und Pačejov im Südosten, Strážovice, Bouda und Loužná im Süden, Lampír, Loužek, Zborovy und Nehodiv im Südwesten, Lovčice, Pohoří und Bližanovy im Westen sowie Neurazy, Kolna, Polánka und Polánecký Mlýn im Nordwesten.

## Geschichte
Es wird angenommen, dass Myslív in der Mitte des 12. Jahrhunderts durch die Zisterzienser aus dem Kloster Nepomuk gegründet wurde, in dieser Zeit entstand auch die Kirche. Am Vráž betrieb das Kloster Bergbau auf Zinn und Gold. Herzog Vladislav II. hatte den Ebracher Zisterziensern 1144 den 42.000 Hektar umfassenden, mit Wäldern und Sümpfen bestandenen Landstrich zwischen Zdemyslice, Zdebořice und Plánice zur Kolonisation geschenkt. Jedoch wurden 1935 beim Aushub für den Bau des Sparvereinsgebäudes (Kampelička) auf dem Platz der Totenhalle auf dem alten Friedhof alte Knochengräber entdeckt, die von Ladislav Stehlík anhand aufgefundener sigmoider Ohrringe in die späte Burgwallzeit zwischen dem 11. und 12. Jahrhundert datiert wurden. Myslív hat seinen Ursprung wahrscheinlich in zwei Ansiedlungen; dem um einen dreieckigen Dorfplatz, auf dem die Kirche steht, gruppierten heutigen Ortskern sowie einer 300 m nördlich davon um einen weiteren, unregelmäßigen Platz angelegten zweiten Ansiedlung, die erst im Laufe des 19. Jahrhunderts zusammenwuchsen. Es ist nicht bekannt, welche der beiden Siedlungen die ältere ist.
Die erste urkundliche Erwähnung der Pfarrei Misleua erfolgte im Jahre 1352. Die älteste schriftliche Nachricht über die Kirche Mariä Himmelfahrt in Myslewo stammt von 1384. Weitere Namensformen waren Mislewa (1386), Mysslewa (1417), Misslewa (1418) und Mislew (1425). Im Jahre 1420 wurde das Kloster Nepomuk von den Hussiten erobert und zerstört.
Da in dieser Zeit auch die romanischen Bogenfenster und das Portal des alten Kirchenschiffes zugemauert wurden und die Kirche dadurch den Charakter einer Feste mit hoch gelegenen kleinen Fensteröffnungen erhielt, wird angenommen, dass einige Nepomuker Mönche darin Reliquien aus dem Kloster verbargen. Kaiser Sigismund verpfändete den Klosterbesitz am 22. August 1420 an Bohuslav von Schwanberg. Ihm folgte 1436 sein Bruder Hynek Krušina von Schwanberg, der die Auflage erhielt, für den Unterhalt des Abts und weiterer acht Mönche zu sorgen. Hynek Krušina von Schwanberg errichtete in der Mitte des 15. Jahrhunderts auf dem Grünen Berg bei Nepomuk die Burg Grünberg. Im Jahre 1464 verkaufte sein Sohn Bohuslav d. J. von Schwanberg den Pfandbesitz an Zdenko von Sternberg. 1528 erwarb Zdeniek Lev von Rosental die Herrschaft Grünberg. Er war bei seinem Tode so verschuldet, dass die Herrschaft aus seinem Nachlass 1536 konfisziert und von der Böhmischen Kammer an Adam von Sternberg verkauft wurde. Das Kloster Nepomuk wurde nie wieder aufgebaut und 1558 aufgehoben. Am 4. Februar 1558 wurde die Herrschaft Grünberg, darunter auch das Dorf Misliwo, durch Kaiser Ferdinand I. in der Landtafel Adam von Sternberg als erblicher Besitz zugeschrieben. Nach Adams Tod erfolgte 1560 eine Erbteilung unter seinen vier Söhnen, bei der das Dorf Mysliwo mit der Mühle Čínov und der Siedlung Chotěšov (Nový Dvůr) dem Planitzer Anteil der Herrschaft Grünberg zufiel. Im Jahre 1630 verkauften die Herren von Sternberg den Planitzer Anteil an Martin von Martinic, der daraus die Herrschaft Planitz errichten ließ. Im Jahre 1646 bezog die Schule ein eigenes Schulhaus. In der berní rula von 1654 sind für Myslywa neun Bauern ausgewiesen. Zu Beginn des 18. Jahrhunderts wurde nördlich von Misliw die Häuslersiedlung Dolni Misliw, die später den Namen Draha erhielt, angelegt. Im Jahre 1785 wurde der am Dorfplatz in der Flur Podvrškojc neben der Kirche gelegene Friedhof aufgehoben und in der Flur Pod Jandečkojc am südöstlichen Ortsrand ein neuer Friedhof angelegt. Der neue Friedhof erwies sich bald als zu klein, so dass der alte Friedhof im Ortskern erneut für Beerdigungen genutzt wurde. Im Jahre 1790 wurde die Herrschaft Planitz an die Grafen Wallis verkauft, in der im Jahr zuvor erfolgten Taxation ist das Dorf unter den Bezeichnungen Misliw bzw. Mislewa aufgeführt. 1810 entstand ein neues Schulgebäude. Im Jahre 1839 bestand das Dorf aus 53 Häusern. Bis zur Mitte des 19. Jahrhunderts blieb Misliw nach Planitz untertänig.
Nach der Aufhebung der Patrimonialherrschaften bildete Myslivo / Misliw ab 1850 mit dem Ortsteil Nový Dvůr / Neuhof eine Gemeinde im Gerichtsbezirk Planitz. Zwischen 1856 und 1857 wurde die Gegend von einer Typhusepidemie heimgesucht, an der 24 Personen, darunter auch der Kaplan Bělohlávek verstarben. Ab 1868 gehörte die Gemeinde zum Bezirk Klattau. In diesem Jahre wurde der neue Friedhof erweitert und der alte Friedhof zu einem Park umgestaltet. Nachdem sich die alte Schule als zu klein erwiesen hatte, wurde 1880 ein neues Schulhaus eingeweiht. Die Freiwillige Feuerwehr gründete sich 1892. Zu Beginn des 20. Jahrhunderts wurde Myslív t. Myslivo als tschechischer Ortsname verwendet; 1924 wurde Myslív zur amtlichen Namensform. Im Jahre 1901 wurde in Myslivo eine Gendarmeriestation und 1908 ein Postamt eingerichtet. 1931 wurde das Dorf elektrifiziert. Die Grafen von Wallis hielten den Besitz bis nach dem Ersten Weltkrieg; nach der Bodenreform im Jahre 1920 gelangte das Gut Myslív an die Grafen Schaffgotsch. Ab 1949 gehörte die Gemeinde zum Okres Horažďovice, nach dessen Aufhebung wurde sie 1960 wieder dem Okres Klatovy zugeordnet. Der Kindergarten wurde 1954 eröffnet. 1960 wurde die Schule wegen zu geringer Schülerzahl geschlossen. Bei der Sanierung der Kirche wurden 1963 das zugemauerte romanische Portal sowie Bogenfenster freigelegt. Anstelle des Gasthauses U Zoubků wurde 1971 ein Kulturhaus errichtet. Die Eingemeindung von Loužná und Nehodiv erfolgte am 1. Juli 1975. Am 30. April 1976 wurde noch Kozčín (mit Milčice) eingemeindet. Kozčín und Nehodiv lösten sich am 1. Jänner 1992 wieder los und bildete eigene Gemeinden.

## Gemeindegliederung
Die Gemeinde Myslív besteht aus den Ortsteilen und Katastralbezirken Loužná (Lauschna), Milčice (Milschitz), Myslív (Mysliw) und Nový Dvůr (Neuhof). Grundsiedlungseinheiten sind Draha, Loužná, Milčice, Myslív und Nový Dvůr. Zu Myslív gehören außerdem die Einschichten Baníř (Banirzmühle), Činov (Cinowetzmühle), U Havlíka (Hawlikmühle) und U Jandů (Jandamühle).

## Sehenswürdigkeiten
- Kirche Mariä Himmelfahrt auf dem Dorfplatz von Myslív, sie entstand in der Mitte des 12. Jahrhunderts. Später wurde sie im gotischen Stil umgebaut und um 1730 barock hergerichtet, wobei das heutige Schiff entstand. Das Presbyterium war das Schiff der ursprünglichen Kirche, hier wurden vermauerte romanische Bogenfenster und ein steinernes Portal sowie Fresken aus dem zweiten Viertel des 15. Jahrhunderts freigelegt.
- Pfarrhaus in Myslív, es entstand 1719 anstelle eines hölzernen Vorgängerbaus
- Myslívský rybník, der 80 ha große Fischteich wurde durch das Kloster Nepomuk angelegt
- Naturreservat V Morávkách, südöstlich von Loužná
- Gedenkstein für die Gefallenen des Ersten Weltkrieges, enthüllt 1924

## Persönlichkeiten

### Söhne und Töchter der Gemeinde
- Stanislav Kubík (* 1930), Kybernetiker sowie Mitbegründer und Rektor der VŠSE Pilsen

### In Myslív lebten und wirkten
- Ladislav Stehlík (1908–1987), der aus Bělčice stammende Schriftsteller und Maler arbeitete von 1930 bis 1945 als Lehrer in Myslív
- Blanka Stehlíková (* 1933), die Graphikerin und Buchillustratorin, ging in Myslív zur Schule
- František Wawrečka (* 1920), der Modellbauer ging nach der deutschen Besetzung ins Exil nach Polen und schloss sich dort 1939 der Gruppe Ludvík Svoboda an. Nach dem Ende des Zweiten Weltkrieges kehrte er in die Tschechoslowakei zurück und wurde in Myslív ansässig, wo er eine Familie gründete. Später zog er wieder in seine Geburtsstadt Ostrava. Wawrečka wurde 2005 zum Ritter der Ehrenlegion geschlagen.

### Ehrenbürger
- František Wawrečka (* 1920), seit 2006